# Павияни

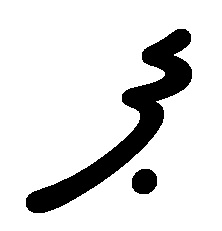

Павияни (дивехи: ޕަ ވިޔަނި) — двадцать четвёртая буква мальдивской письменности (тана), обозначает глухой губно-губной взрывной согласный. Согласно общепринятому мнению, графическим прообразом буквы павияни и фафу послужил один из вариантов написания старосингальской цифры 2 (два).
Огласовка:
- ޕް — п
- ޕަ — па
- ޕާ — па
- ޕީ — пи
- ޕޮ — по
- ޕެ — пэ.